# Frank Cioffi
Frank Cioffi, né le 11 janvier 1928 à New York, dans le quartier de Little Italy et mort le 1er janvier 2012 à Canterbury, en Angleterre, est un philosophe et écrivain américain. 
Il est principalement connu pour ses recherches et publications sur Sigmund Freud.

## Biographie
Frank Cioffi est élevé dans le quartier de Little Italy, à Manhattan, par ses grands-parents : sa mère meurt en effet en le mettant au monde ; son père, relieur de livres, meurt peu après. Il sert dans les forces d'occupation de l'armée au Japon, après la Seconde Guerre mondiale. En 1949, il se rend à Paris où il rencontre plusieurs écrivains américains expatriés, dont James Baldwin. Il est diplômé en philosophie à l'Université d'Oxford en 1954, pays où il passera la majeure partie de sa vie, comme professeur. Il se marie avec Nalini Nair.

## Formation
Il est très jeune influencé par les théories de Ludwig Wittgenstein sur la logique et le langage. Il commence sa carrière d'écrivain par des articles dans des revues lues par des disciples de Wittgenstein.

## Psychanalyse
Il se tourne par la suite vers Sigmund Freud, qui devient peu à peu son principal sujet d'étude. Son premier essai sur le psychanalyste viennois paraît en 1970. Dans cet écrit, il cherche à contester par la logique la légitimité des théories freudiennes, ce qui lui vaut le soutien des "anti-freudiens".
Toutefois, Frank Cioffi ne souhaite pas entrer dans la polémique : son étude est celle d'un logicien qui a été amené à conclure que Freud a manipulé ses patients, transformant les témoignages afin de les faire coïncider avec ses idées. Selon lui, les analyses de Freud relèvent davantage de la poésie de la Renaissance ou de la mystique biblique, que de la recherche scientifique. Les querelles autour de Freud dureront néanmoins toute sa vie. 
Il résume ses positions lors d'une conférence prononcée en 1973 pour une plus large audience, sur BBC Radio 3, et intitulée : "Was Freud a Liar?"

## Enseignant
En 1973, Frank Cioffi devient professeur de philosophie à l'université de l'Essex, poste qu'il occupe jusqu'en 1994.

## Publications
- Robert Borger (dir.) et Frank Cioffi (dir.), Explanation in the Behavioural Sciences. New York : Cambridge University Press, 1975, 536 p.
  - Chapitre : Freud and the Idea of a Pseudo-Science, 1970
- Wittgenstein on Freud and Frazer, Cambridge University Press, 1998, 324 p.
- Freud and the Question of Pseudoscience, Open Court Publishing Co, 1999, 275 p.